# Karjalaiak
A karjalaiak (vagy karélok, orosz karélok és keleti karélok) Finnország déli-délkeleti területein, Oroszországban délen a Ladoga- és az Onyega-tó, északon pedig a Fehér-tenger által határolt Karjalai Köztársaságban, valamint a Tveri és Novgorodi területeken élő balti-finn nép. Finnország területén ma is megtalálható az Észak-Karjala névre hallgató tartomány, de az itt élők mára teljesen beolvadtak a finnek közé. A mai Karjalai Köztársaság a történelmi Kelet-Karjalának felel meg.
Földrajzi, gazdasági és nyelvi alapon a karélokat három csoportra szokás osztani. Az északi/arhangelszki vagy karjalai csoport az egykori arhangelszki kormányzóság területén él, a legfontosabb nyelvjárási-települési központok közé tartozik például Kiestinki, Uhtua, Vuokkiniemi, Repola. Az aunusi karélok az Olonyeci járás és Petroskoi területén, a Ladoga-tó keleti-északkeleti oldalán élnek, nyelvi szempontból közéjük sorolhatók a finnországi Salmi és Impilahti területeken élő karélok is. A déli, vagy tveri és novgorodi karjalai csoport a Tveri (Veszjogonszk, Bezseck, Kasin, Visnyij Volocsok) és a Novgorodi (Tyihvin, Borovicsi, Valdai, Gyemjanszk) területeken él.

## Történelem
A karjalaiak őseiről először a 9. századból a Kijevi Nagyfejedelemség megalapításának idejéből találhatunk említést. Az ortodox vallás térhódításával a 11. század folyamán Dél-Karélia, majd 1250-re a Karjalai Köztársaság és a tőle még északabbra elterülő területek is novgorodi fennhatóság alá kerültek. A svéd irányból érkező katolikus és a novgorodi ortodox hódítás a 13. században összeütközésbe került ezen a területen, majd a háborúskodásnak az 1323-ban megkötött nöteborgi békeszerződés vetett véget, ami azonban Karjala kettészakadásával is járt. Ettől kezdve Karélia a két hatalmi övezet között kialakult feszültség alatt volt kénytelen működni. 
1703-ban megalapították Petrozavodszkot (karjalai nyelven Petroskoi), a Karjalai Köztársaság későbbi fővárosát, ami híressé vált ágyúöntödéiről és vasműveiről, és hadianyaggal látta el Szentpétervárt.
1917-ben Kelet-Karélia kinyilvánította függetlenségét, azonban a szovjet csapatok 1918-ban visszavették a hatalmat. 1920-ban ugyan formálisan létrehozták a Karél Autonóm Területet, ám az önrendelkezés nem valósult meg, ami a rá következő két év folyamán újabb sikertelen felkelésekhez vezetett. Ekkor következett be egy nagyobb áttelepülési hullám Finnország irányába. 
1923-ban Kelet-Karélia hivatalosan is autonóm köztársasággá lett nyilvánítva. Területét kibővítették ugyan oroszok lakta területekkel, így felhígítva társadalmi összetételét, a kulturális autonómia mégis rohamos fejlődésnek indult.
Mostanra a karélok jó része beolvadt az oroszok közé.

## Antropológia
Antropológiailag a karélok az europid rassz fehér-tengeri-balti típusához tartoznak. Egyes csoportjaiknál mongolid vonások is felfedezhetőek.

## Nyelv
A karjalaiak nyelve a balti finn nyelvek közé tartozó karjalai. Ma az oroszországi karélok körülbelül 50%-a beszéli. A karél nyelv a finnhez áll legközelebb, olyannyira, hogy egyes nyelvészek csupán mint a finn egyik nyelvjárását tartják számon.
A karél nyelvjárások közül a délkeleti lűd és a déli aunuszi (olonyeci) nyelvjárások mutatnak erős vepsze hatásokat, míg az északi nyelvjárásban a finn hatás domináns.

## Kultúra
A karjalaiak első írásos nyelvemléke egy, a 13. századból származó, nyírfakéregre írt villámcsapás elleni varázsige. Az első cirill betűs karél könyv (Néhány imádság és egy rövidített katekizmus fordítása) 1804-ben került kinyomtatásra.
A 19. században több finn néprajzkutató, köztük Elias Lönnrot is, érdeklődést mutatott a Karéliában gyűjthető népdalok iránt. Az itt gyűjtött runók tették ki az 1835-ben kiadott finn eposz, a Kalevala jelentős részét. Így a karjalai kultúra és nyelv lett a fennomán mozgalom egyik alapja.

## Vallás
Az oroszországi karélok ortodox keresztény vallásúak. A finnországi karélok legnagyobb része lutheránus.

## Fordítás
- Ez a szócikk részben vagy egészben a Karelians című angol Wikipédia-szócikk fordításán alapul.  Az eredeti cikk szerkesztőit annak laptörténete sorolja fel. Ez a jelzés csupán a megfogalmazás eredetét és a szerzői jogokat jelzi, nem szolgál a cikkben szereplő információk forrásmegjelöléseként.